# Hangest-sur-Somme
Hangest-sur-Somme är en kommun i departementet Somme i regionen Hauts-de-France i norra Frankrike. Kommunen ligger i kantonen Picquigny som tillhör arrondissementet Amiens. År 2022 hade Hangest-sur-Somme 762 invånare.

## Befolkningsutveckling
Antalet invånare i kommunen Hangest-sur-Somme
| Referens: INSEE |